# Колен, Ришарно
Ришарно Луи Колен (фр. Richarno Louis Colin, род. 17 июля 1987, Вакоа-Феникс, Плен-Вилем, Маврикий) — маврикийский боксёр-любитель. Участник трёх Олимпийских игр (2008, 2012 и 2020 года), бронзовый призёр Игр Содружества (2010), чемпион Всеафриканских игр (2011), бронзовый призёр чемпионата Африки (2015) в любителях.

## Любительская карьера
В 2008 году Колен через африканский отбор пробился на Летние Олимпийские игры 2008 года. В Пекине боксёр в первом раунде обыграл бразильца Майка Карвальо (15-11), но во втором раунде соревнований уступил россиянину Геннадию Ковалёву (2-11), таким образом завершив выступления в 1/8 финала.
В 2010 году стал бронзовым призёром Игр Содружества. Через год Колен добился своего главного успеха, победив на Всеафриканских играх 2011 года в Мапуту, Мозамбик.
В сентябре 2023 года, в Дакаре (Сенегал) занял 2-е место на Африканском Олимпийском квалификационном турнире, и не смог завоевать лицензию на Олимпийские игры 2024 года в Париже (Франция).